# Le Secret des Marrowbone
Pour plus de détails, voir Fiche technique et Distribution.
Le Secret des Marrowbone (en espagnol : El secreto de Marrowbone) est un film d'horreur espagnol écrit et réalisé par Sergio G. Sánchez, sorti en 2017.

## Synopsis
En 1968, Rose Marrowbone, accompagnée de ses quatre enfants – Jack, 20 ans ; Jane, 19 ans ; Billy, 18 ans ; et Sam, 5 ans, quitte l'Angleterre pour vivre dans la maison de son enfance, la maison Marrowbone, dans le Maine, aux États-Unis, en les obligeant à oublier leur passé pour se forger de nouveaux souvenirs. La famille vit agréablement et se lie d'amitié avec une jeune fille nommée Allie. Cependant, l'état de santé de Rose empire et elle décède, laissant derrière elle ses enfants. Avant de mourir, Rose demande à Jack de dissimuler sa mort jusqu'à ses 21 ans, âge à partir duquel il pourra être légalement responsable de la famille. Peu après, la personne que la famille fuyait trouve la maison.
Six mois plus tard, les quatre enfants vivent toujours dans la maison. Tous les miroirs sont cachés ou recouverts pour les protéger d'un « fantôme », qui semble avoir disparu depuis plusieurs mois. Seul Jack se rend en ville pour se charger des nécessités. Il courtise Allie, devenue bibliothécaire, tout en lui cachant son passé. L'avocat de la ville, Tom Porter, est responsable du domaine des Marrowbone, et a une attirance non réciproque pour Allie.
Tom informe Jack de sa venue afin de collecter 200 dollars ainsi que la signature de sa mère, qui permettront de lui transférer la propriété du domaine Marrowbone. Manquant d'argent, Jack utilise l'argent « maudit » de son père, que Billy retrouve dans une boîte sur une plage abandonnée. Jack donne les 200 dollars à Tom et demande à Jane d'imiter la signature de leur mère pour conclure le transfert.
Après plusieurs incidents, les quatre enfants pensent que le « fantôme » est de retour car ils ont utilisé l'argent. Billy rend l'argent en grimpant sur le toit et en jetant la boîte dans la cheminée, qui mène au grenier. Sam va dans la chambre de sa mère, où tous les miroirs sont intacts, voit le « fantôme » et reste traumatisé. Il est alors supposé que le « fantôme » est leur père abusif, qui a été emmuré dans le grenier et affamé à mort. Jane propose de l'enterrer correctement, mais Jack refuse.
Quand Allie refuse fermement les avances de Tom, il lui donne un dossier contenant l'enquête sur les enfants Marrowbone. Le dossier révèle que leur père, Simon Fairbairn, était un tueur en série notoire qui aurait également violé sa fille. Il a été condamné lors d'un procès où Jack était le principal témoin, avant de s'enfuir de prison. Dans la maison, Jane voit un raton laveur être attaqué et emmené dans le grenier et est alors convaincue que Simon est en vie.
Tom apprend que son potentiel employeur ne recherche plus un employé, mais un partenaire, et lui offre 10% de ses gains pour 5 000 dollars, que Tom n'a pas. Il pense cependant que les enfants Marrowbone détiennent 10 000 dollars de Simon, qui n'ont jamais été retrouvés, et fait chanter Jack. Billy monte au grenier pour prendre l'argent et échappe de peu à l'attaque de Simon. Billy confronte Jack et le presse de s'occuper du problème, mais la dispute cesse quand Jack s'évanouit et fait une crise. Jane décide qu'il faut avouer la vérité à Allie, à laquelle ils envoient leur journal intime. Pendant qu'Allie le lit, Tom arrive chez les Marrowbone et, voyant l'entrée du grenier emmuré, pense que l'argent y est et commence à démolir le mur.
Le journal intime révèle que quand Simon a trouvé la maison six mois auparavant, Jack a enfermé ses frères et sœurs dans le grenier avant d'emmener l'argent à Simon sur la plage abandonnée. Cependant, Simon, dans une vengeance criminelle, l'assomme. Quand Jack reprend connaissance, il retourne chez lui et découvre que Simon est entré dans le grenier par la cheminée et a tué le reste de sa famille. Après avoir emmuré l'entrée du grenier, Jack se prépare à se suicider, mais imagine ses frères et sœurs. En imitant sa mère, il commence à se former de nouveaux souvenirs : il cache tous les miroirs et ne s'aventure pas dans le grenier pour éviter son évidente solitude. Ses frères et sœurs finissent par devenir des personnalités de son esprit.
En apprenant la vérité, Allie va chez les Marrowbone et trouve Jack se disputant avec ses différentes personnalités. Elle tente de le raisonner mais il refuse, ne pouvant pas accepter la mort de sa famille. En remarquant les affaires de Tom, Allie monte au grenier et trouve les cadavres décomposés de Jane, Billy, et Sam, ainsi que Tom, mourant. Allie confronte Simon, monstrueux et rongé par la malnutrition, mais toujours féroce, tout en appelant les personnalités de Jack à l'aide. Jack finit par laisser Billy prendre le dessus et tue Simon, éliminant la menace.
Trois mois plus tard, Allie décide de rester chez les Marrowbone pour prendre soin de Jack après sa sortie de l'hôpital psychiatrique. Cependant, elle ne donne pas les médicaments prescrits à Jack, le sachant plus heureux pensant ses frères et sœurs vivants. Jack les imagine alors jouer dans les champs.

## Fiche technique
- Titre original : El secreto de Marrowbone[1]
- Titre international : Marrowbone
- Titre français : Le Secret des Marrowbone
- Réalisation et scénario : Sergio G. Sánchez
- Direction artistique : Patrick Salvador
- Décors : Jaime Anduiza
- Costumes : Sonia Grande
- Photographie : Xavi Giménez
- Son : Pelayo Gutiérrez, Oriol Tarragó, Sergio Burmann et Marc Orts[1]
- Montage : Elena Ruiz
- Musique : Fernando Velázquez
- Production : Belén Atienza, Álvaro Augustín, Ghislain Barrois et Juan Antonio Bayona
- Sociétés de production : Lions Gate International et Telecinco Cinema ; Marrowbone, S.L Telecinco Cinema, Ruidos en el Atico et AIE (coproductions[1]
- Société de distribution : Universal Pictures (Espagne) ; Metropolitan FilmExport (France)
- Pays d'origine :  Espagne
- Langue originale : anglais
- Format : couleur - Ratio :  2,35:1 - Son : Stéréo
- Genre : horreur
- Durée : 110 minutes
- Dates de sortie : 
  - Canada : 11 septembre 2017 (Festival international du film de Toronto)
  - Espagne : 27 octobre 2017
  - France : 7 mars 2018

## Distribution
- George MacKay (VF : Loïc Mobihan) : Jack Marrowbone
- Anya Taylor-Joy (VF : Rebecca Benhamour) : Allie
- Charlie Heaton (VF : Benjamin Bollen) : Billy Marrowbone
- Mia Goth (VF : Claire Bouanich) : Jane Marrowbone
- Matthew Stagg (VF : Kaycie Chase) : Sam Marrowbone
- Kyle Soller (VF : Gauthier Battoue) : Tom
- Nicola Harrison (VF : Danièle Douet) : Rose
- Tom Fisher : Simon Fairbairn

## Distinctions
Nominations et sélections
- Festival international du film de Toronto 2017 : sélection « Special Presentations »[1]
- Festival international du film fantastique de Gérardmer 2018 : compétition
- Goyas 2018 : Prix Goya du meilleur nouveau réalisateur